# Schloss Steeg

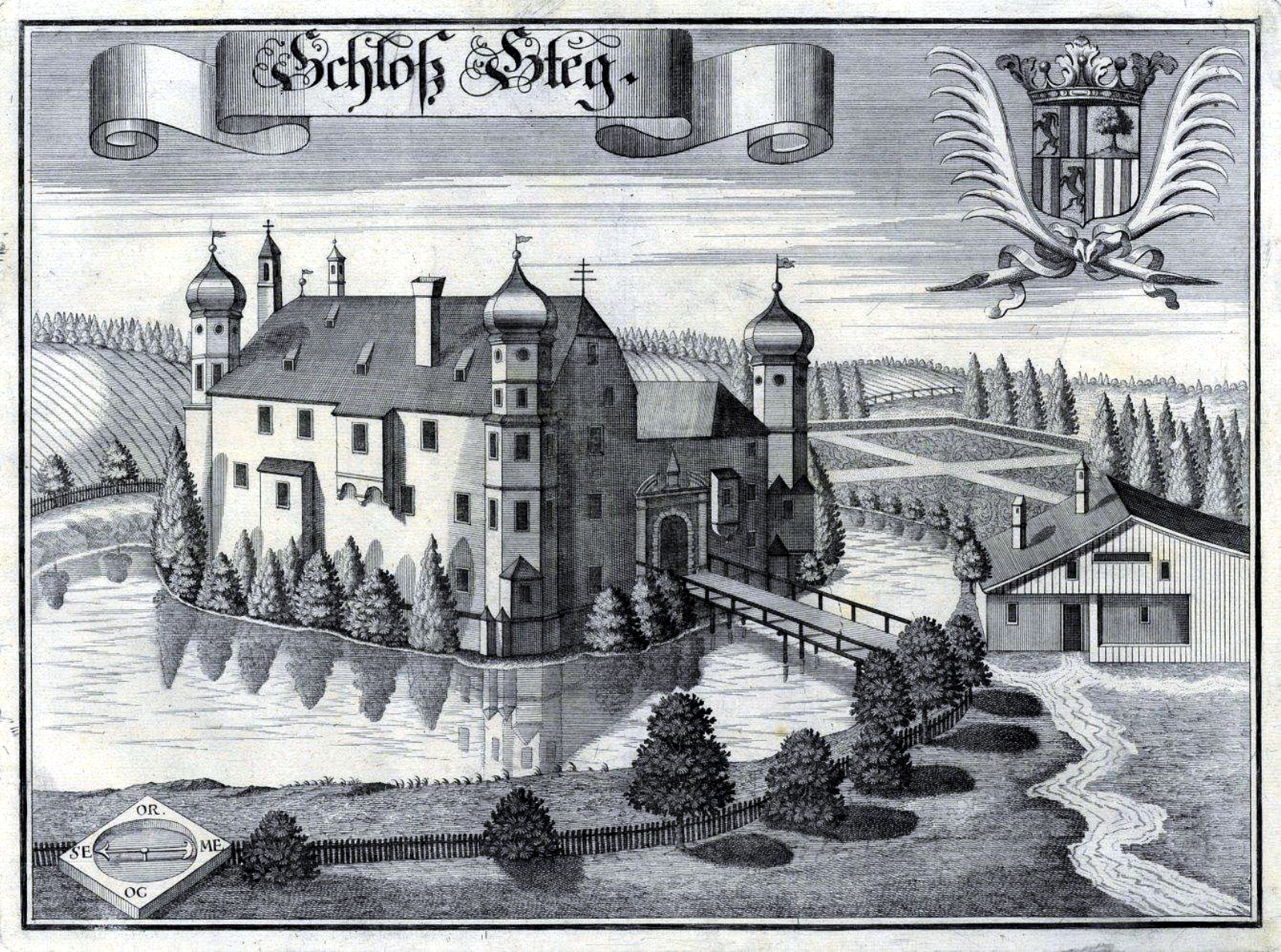
Ansicht Schloss Steeg, Kupferstich von Michael Wening

Schloss Steeg, unmittelbar bei Buchbach im oberbayerischen Landkreis Mühldorf am Inn gelegen, war der Mittelpunkt der Hofmark Steeg.

## Geschichte
Schloss Steeg war einer der Sitze des Adels- und Rittergeschlechts der Pfäffinger. Sie werden 1203 mit Werner Pfäffinger dem Frommen und seiner Ehefrau Anna Kuchlerin dort erstmals erwähnt. Die Herrschaft der Pfäffinger von Steeg dauerte bis 1476. Auch die späteren Besitzer Loßnitz von Steeg nannten sich nach dem Herrensitz. Eine Angehörige der Familie verkaufte die Hofmark 1641. Kurz waren die Stöckl von Wartenberg und die Riemhofer auf Steeg.

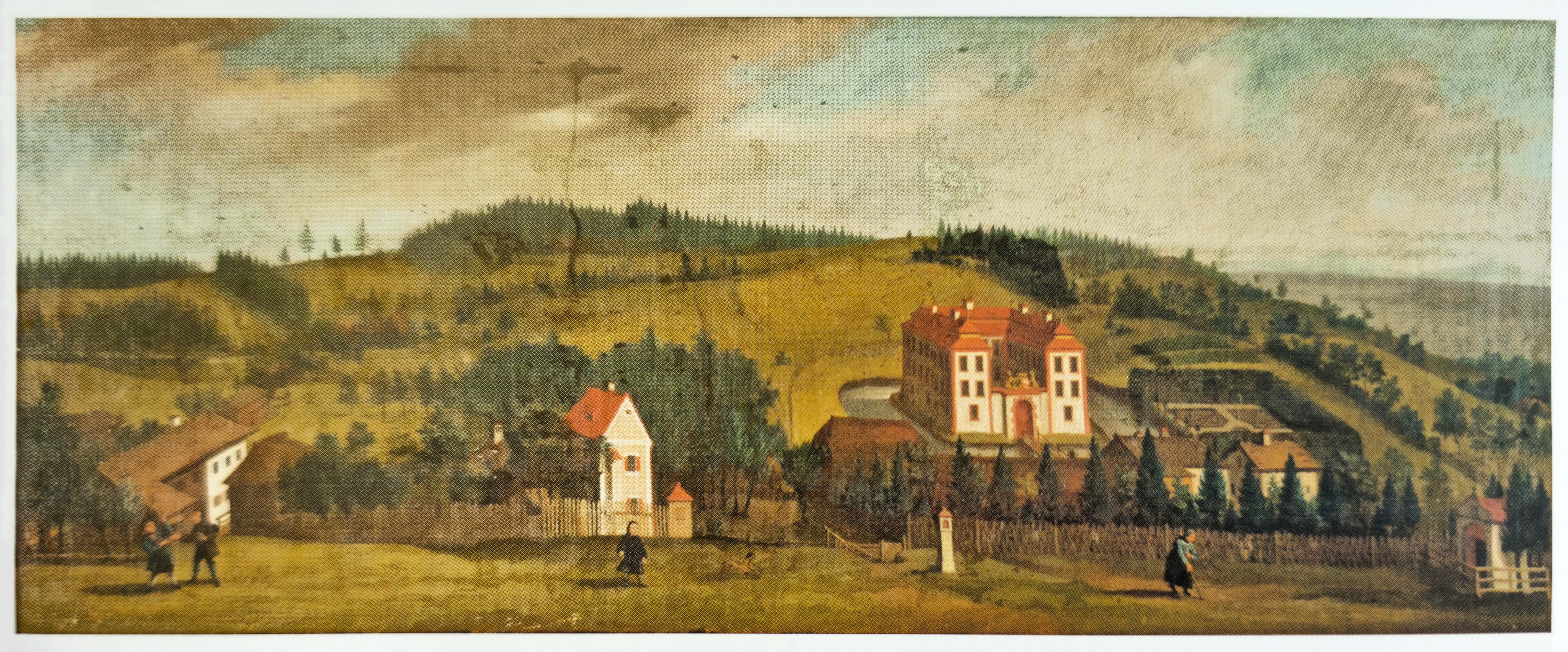
Balthasar Mang: Schloss Steeg und Umgebung, 1805

Die Hofmark Steeg ging schließlich 1659 an den Hofkammerpräsidenten Johann von Mandl. Die Freiherren von Mandl führten im 18. Jahrhundert An- und Umbauten am Schloss aus. Der letzte Besitzer aus der Familie, Leonhard Sinbert von Mandl, verkaufte das Schloss um 1840. Das Freiherr von Mandl'sche Patrimonialgericht wurde aufgelöst. Das Schloss wurde 1850 abgerissen. 

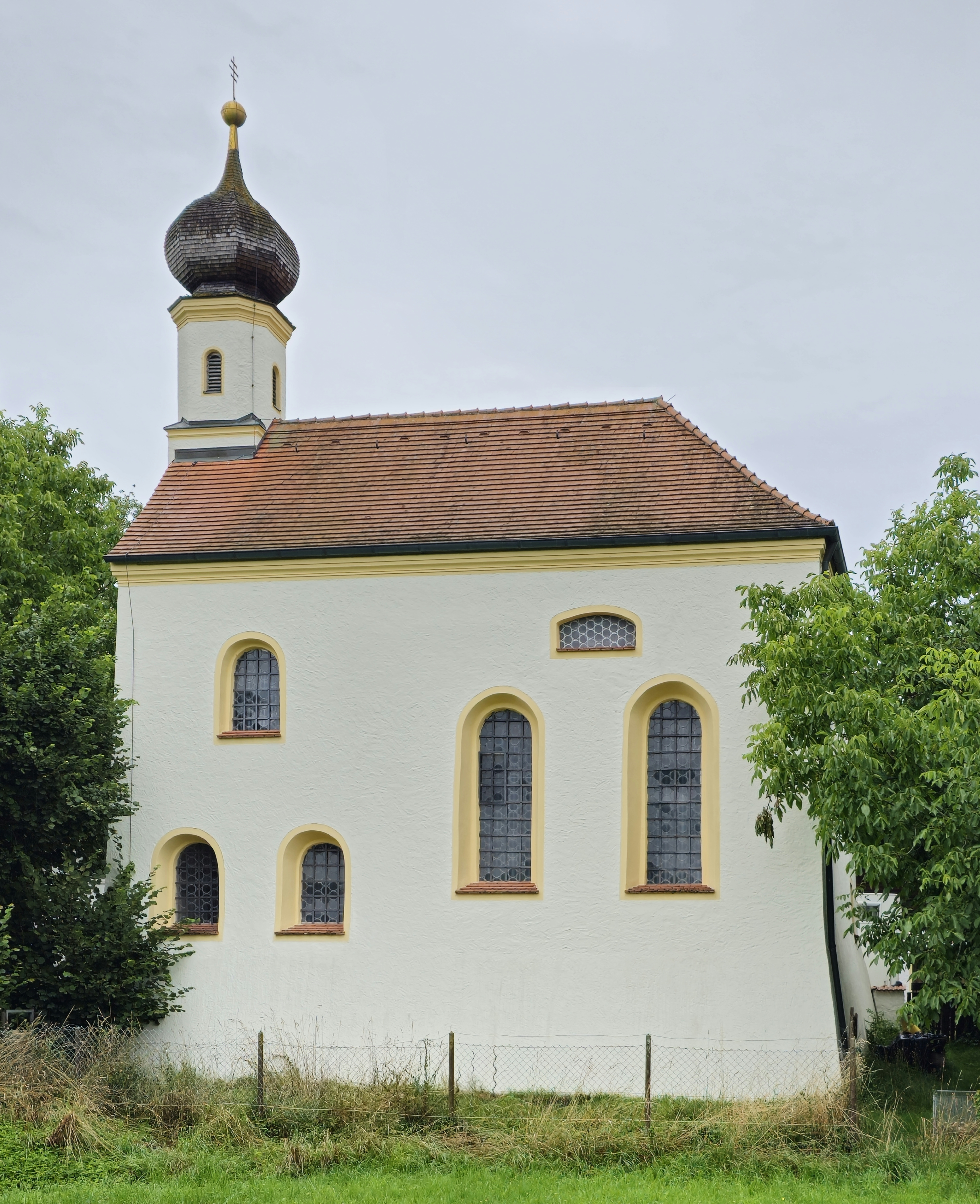
Ehemalige Schlosskapelle Steeg

## Schlosskapelle
Der einzige Überrest des 1850 abgebrochenen Schlosses ist die ehemalige Schlosskapelle St. Marien, ein schlichter Barockbau des 18. Jahrhunderts.